# Le capitaine Volkonogov s'est échappé
Pour plus de détails, voir Fiche technique et Distribution.
Le capitaine Volkonogov s'est échappé (Капитан Волконогов бежал) est un film esto-franco-russe réalisé par Natalia Merkoulova et Alexeï Tchoupov, sorti en 2021.

## Synopsis
Leningrad, 1938. Au pic des Grandes Purges lancées par Staline, les membres de la police politique (caractérisés par leur tenue rouge) sont eux-mêmes menacés d'être arrêtés et exécutés.
Le capitaine Volkonogov s'enfuit du bâtiment où il travaille juste avant d'être convoqué pour une « réévaluation » dont personne ne revient.
D'abord réfugié parmi des sans-abri, il se trouve requis au cours de la nuit pour enterrer des cadavres de policiers, et doit manipuler celui d'un de ses collègues. Peu après, il est frappé d’une vision : ce collègue s'extirpe de la tombe et l'informe qu'il subit les châtiments de l'enfer. Il lui explique que, s'il veut y échapper, il doit obtenir le pardon d'au moins une des familles de leurs victimes.
Volkogonov revient à la caserne et s'empare d'un de ses dossiers, contenant 98 fiches de condamnés. Il part à la recherche d'un pardon (mais il est généralement pris pour un agent provocateur) tandis que le commandant Golovnia, menacé d'exécution s'il échoue, organise la traque du fugitif. Il finit par rafler tous les membres des familles concernées (qui seront relâchés) pour obtenir la reddition de Volkogonov.
Une série de flashbacks présente la vie du service : exécutions au revolver par un bourreau stakhanoviste (40 exécutions par jour, une seule balle par condamné) ; chorale chantant Plaine, ma plaine ; interrogatoire d'un policier qui doit chanter Plaine, ma plaine avec un masque à gaz sur le visage.

## Fiche technique
Sauf indication contraire, les informations mentionnées dans cette section peuvent être confirmées par la base de données cinématographiques IMDb,  présente dans la section « Liens externes ».
- Titre original : Капитан Волконогов бежал, Kapitan Volkonogov bejal
- Titre français : Le capitaine Volkonogov s'est échappé
- Réalisation et scénario : Natalia Merkoulova et Alexeï Tchoupov
- Musique : Elena Stroganova
- Décors : Sergueï Fevraliov
- Costumes : Nadejda Vassilieva
- Photographie : Mart Taniel (et)
- Montage : François Gédigier
- Production : Charles-Evrard Tchékhoff, Valeri Fedorovitch et Evgueni Nikichov
  - Coproduction : Katrin Kissa, Charles-Evrard Tchekhoff, Nadia Zaïontchkovskaïa
- Sociétés de production : Look Film, Homeless Bob Production (et), Kinovista
- Société de distribution : Kinovista (France)
- Pays de production :  Russie,  Estonie,  France
- Langue originale : russe
- Format : couleur
- Genre : drame, thriller
- Durée : 125 minutes
- Dates de sortie :
  - Italie : 8 septembre 2021 (Mostra de Venise)[2]
  - France : 29 mars 2023
- Classification :
  - France : interdit aux moins de 12 ans avec avertissement lors de sa sortie en salles

## Distribution

### Les policiers
- Iouri Borissov : le capitaine Volkonogov
- Timofeï Tribountsev : le commandant Golovnia (dirige la traque)
- Vladimir Epifantsev : le colonel Jikharev (menace Golovnia de mort en cas d'échec)
- Nikita Koukouchkine : Kiddo Veretennikov
- Alexandre Yatsenko : le commandant Gvozdev (se suicide pour échapper à l'arrestation)

### Autres
- Anastasia Oukolova : Rajechka
- Natalia Koudriachova : Mme Elizarova
- Dmitri Podnozov : le professeur Elizarov
- Victoria Tolstoganova : l'épouse du condamné Steiner
- Iouri Kouznetsov : Ignati Alexeïevitch, père d'un condamné, qu'il a renié (dénonce Volkogonov)
- Igor Savotchkine : oncle Micha

## Accueil

### Accueil critique
En France, le site Allociné lui donne une moyenne de 3,8⁄5, fondée sur 21 critiques de presse.
Dans l'émission Le Masque et la Plume (France Inter) du 9 avril 2023, les critiques qui ont vu le film le considèrent comme remarquable, tant pour son contenu (une parabole sur le totalitarisme et la culpabilité) que pour sa mise en scène.

## Distinctions

### Récompenses
- Festival de cinéma européen des Arcs 2021 : Grand prix du jury[4]
- Festival Black Movie de Genève 2022 : Mention spéciale Prix de la critique[5]
- Guilde russe des critiques de cinéma 2021 : Éléphant blanc du Meilleur film et du Meilleur rôle masculin pour Iouri Borissov[6]
- L'Étrange Festival 2022 : Prix du public[7]

### Sélections
- Mostra de Venise 2021 : en compétition[8]
- Kinotavr 2021 : en compétition

### Nominations
- Aigles d'or 2022 : meilleur film, meilleur réalisateur, meilleur scénario, meilleur acteur, meilleur acteur dans un second rôle, meilleure direction artistique et meilleur costume